# 諏訪川原停留場
諏訪川原停留場（すわのかわらていりゅうじょう）は、富山県富山市諏訪川原一丁目・二丁目にある、富山地方鉄道富山軌道線安野屋線の停留場である。駅番号はC19。
富山県道44号富山高岡線上の併用軌道に設置されている。

## 歴史
- 1952年（昭和27年）8月5日：開業[2]。
- 2017年（平成29年）11月24日：自動車が安野屋方面の停留所に衝突。車除けのコンクリート部が損壊した[3]。

## 停留場構造
相対式ホーム2面2線の地上駅。ホームは千鳥式配置。

## 停留場周辺
- 諏訪神社
- 富山県神社庁
- 富山銀行諏訪川原支店
- 富山大橋通郵便局
- 松川（日本さくら名所100選）
  - 舟橋（松川に架かる橋）
- 富山県道208号小竹諏訪川原線

## 隣の停留場
富山地方鉄道
富山軌道線（安野屋線）
丸の内停留場 (C18) - 諏訪川原停留場 (C19) - 安野屋停留場 (C20)